# Jalhas (comarca)
A Comarca do Jalhas (em galego, Comarca do Xallas) é uma comarca galega que inclui os seguintes concelhos: Maçaricos e Santa Comba.
Seus limites são: a norte com a Comarca de Bergantinhos, a leste e sul com a Comarca de Barcala e Comarca de Noia e a oeste, com a Comarca de Muros.